# Jens Jentner
Jens Jentner es un exciclista profesional suizo, nacido en Zofingen, el 31 de enero de 1968. 
Fue profesional desde 1989 hasta 1992. Fue un ciclista muy discreto y no obtuvo victorias como profesional.

## Equipos
- Bleiker-Mondia (1989)
- Puertas Mavisa (1989)
- Frank-Toyo (1990)
- Chazal (1991)
- Helvetia (1992)